# Éric Magnin
Éric Magnin (ur. 29 maja 1967 w Oullins) – francuski kolarz torowy i szosowy, srebrny medalista torowych mistrzostw świata.

## Kariera
Największym sukcesem w karierze Érica Magnina jest zdobycie srebrnego medalu w wyścigu punktowym podczas mistrzostw świata w Hamar w 1993 roku. W wyścigu tym wyprzedził go tylko Belg Etienne De Wilde, trzecie miejsce przypadło Ukraińcowi Wasylowi Jakowlewowi. W tej samej konkurencji Magnin zdobył dwa medale mistrzostw kraju: złoty w 1992 roku i brązowy w 1994 roku. Ponadto w 1993 roku wygrał prolog francuskiego wyścigu szosowego Tour du Vaucluse, a trzy lata wcześniej bł drugi w torowych zawodach Nouméa Six Days.